# Motukorari Island
Motukorari Island ist eine kleine Insel vor der Ostküste der Landzunge, die am Cape Brett im Norden der Nordinsel von Neuseeland endet.

## Geographie
Die Insel befindet sich rund 5,7 km südsüdwestlich von Cape Brett und rund 56 km nördlich von Whangārei an der Ostküste von Northland. Die rund 120 m lange und rund 65 m breite kleine, rund 0,7 Hektar große Insel trennt lediglich eine Spalt von rund 12 m vom Festland. Die obere Kappe der Insel ist bewachsen und liegt rund 20 m über dem Meeresspiegel.